# 뉴욕목화거래소

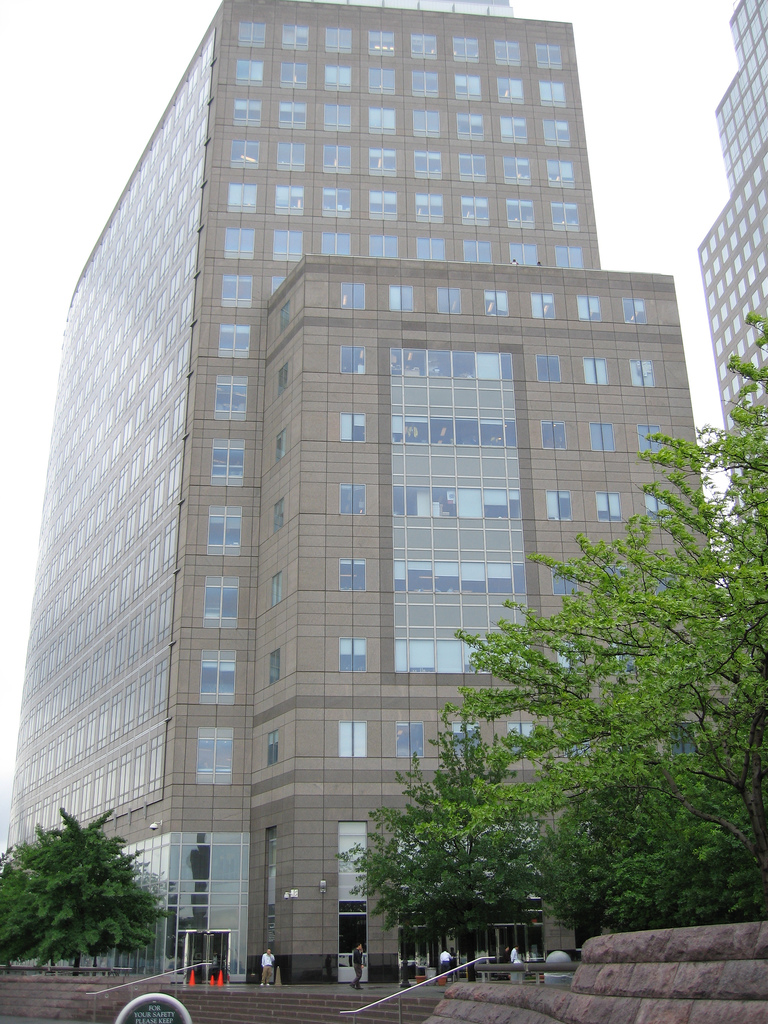

뉴욕목화거래소 또는 뉴욕면화거래소(New York Cotton Exchange, NYCE)는 1870년 뉴욕시에 있는 100명의 면화 중개인과 상인 그룹이 설립한 상품 거래소이다. 1998년 NYBOT(New York Board of Trade)는 뉴욕목화거래소의 모회사가 되었으며 현재 인터컨티넨탈 익스체인지(ICE)가 소유하고 있다.
NYCE는 1872년부터 1885년까지 하노버 광장 1번지에 최초의 영구 본부를 두었지만, 100년 넘게 맨해튼의 하노버 광장에 남아 있었다. 2003년부터 본사와 무역 시설은 원 노스 엔드 애비뉴에 위치해 있다.